# لويد إرفين
لويد إرفين (بالإنجليزية: Lloyd Irvin؛ مواليد 17 مايو 1969) هو مُقاتل فنون قتالية مختلطة ومُمارس جيو جيتسو برازيلية سابق أمريكي.

## وصلات خارجية
لم يتم العثور على روابط لمواقع التواصل الاجتماعي.